# Harry Reginald Hall
Harry Reginald Hall, MBE, FBA, FSA (all'anagrafe Henry Reginald Holland Hall; 30 settembre 1873 – Londra, 13 ottobre 1930), è stato un egittologo, archeologo e assiriologo inglese.

## Gioventù
Henry R.H. Hall era il figlio di Sydney Hall, MVO, ritrattista ed illustratore della rivista The Graphic, e della moglie Hannah Holland. Frequentò la Merchant Taylors' School di Londra, mostrando interesse per la storia e l'antico Egitto fin da giovane età. All'età di 11 anni scrisse la storia della Persia, ed a 16 anni apprese parzialmente la lingua egizia.
Hall studiò la storia classica presso il St John's College (Oxford), oltre a storia e lingua egizie sotto la guida dell'egittologo Francis Llewellyn Griffith, conseguendo il Bachelor of Arts nel 1895, il Master of Arts nel 1897 ed il D.Litt nel 1920.

## Carriera
Nel 1896 iniziò a lavorare presso il British Museum come assistente di Ernest Alfred Wallis Budge, divenendo Assistente Custode del dipartimento di antichità egizie e assire nel 1919. Alla pensione di Budge nel 1924, Hall divenne Custode, carica che ricoprì fino alla morte, avvenuta nel 1930.
Collaborò con Édouard Naville e Edward Russell Ayrton nello scavo di Deir el-Bahari, Egitto, dal 1903 al 1907, lavorando anche ad Abido con le spedizioni della Egypt Exploration Society del 1910 e 1925.
Durante la prima guerra mondiale fece parte della seczione militare dell'ufficio stampa, e nel 1916 si aggregò all'Intelligence per poi passare al Servizio Politico in Mesopotamia col grado di capitano. Viene citato due volte nei dispacci, e fu poi nominato membro dell'Ordine dell'Impero Britannico.
Combinando una conoscenza quasi equivalente di egittologia e assiriologia, fu un importante punto di riferimento per il British Museum. Anche se negli ultimi anni non poté partecipare alle spedizioni organizzate dal museo, fu un punto cardine dell'organizzazione delle spedizioni di Campbell Thompson a Ninive e di Guy Brunton in Alto Egitto.
Gli interessi di Hall non si limitavano all'egittologia. Dopo la guerra diresse gli scavi del British Museum a Ur e Tell Ubaid, in Mesopotamia. Viaggiò in Grecia e Asia occidentale, e pubblicò numerose opere sulla storia di queste regioni. Si interessò anche di antichità cinesi.
Nel 1920 Hall ricevette il D.Litt. ad Oxford and, e fu nominato Membro di questo college nel 1929. Fu anche Membro della British Academy, e fu nominato presidente del Palestine Exploration Fund nel 1922, e membro del Consiglio di Hellenic Society e Royal Asiatic Society.
Al ritorno da un seminario di egittologia a Bruxelles, si prese un raffreddore da cui non guarì, morendo di polmonite a Londra il 13 ottobre 1930, all'età di 57 anni. Il funerale si tenne alla St. Mary the Virgin, Primrose Hill, il 15 ottobre.

## Opere
- Henry R.H. Hall, "The Oldest Civilization of Greece", 1901.
- Henry R.H. Hall, "Coptic and Greek Texts of the Christian Period in the British Museum", 1905, Londra.
- Henry R.H. Hall e L.W. King, "Egypt and Western Asia in the light of Recent Discoveries", 1907.
- Édouard Naville, Henry R.H. Hall, et al., "The Eleventh Dynasty Temple at Deir el Bahari", 3 vol., 1907-13.
- Henry R.H. Hall, "Hieroglyphic Texts in the British Museum", vols ii-vii, 1912-25, Londra.
- Henry R.H. Hall, "Ancient History of the Near East from the earliest Times to the Battle of Salamis", 1913.
- Henry R.H. Hall, con Édouard Naville e T.E. Peet, "Cemeteries of Abydos", vol i, 1914.
- Henry R.H. Hall, "Aegean Archaeology", 1915.
- Henry R.H. Hall, C.L. Woolley, et al., "Al 'Ubaid", 1927.
- Henry R.H. Hall, "A General Introductory Guide to the Egyptian Collections in the British Museum", 1930, Londra.